# Zakáznik de Mshínskoye Boloto

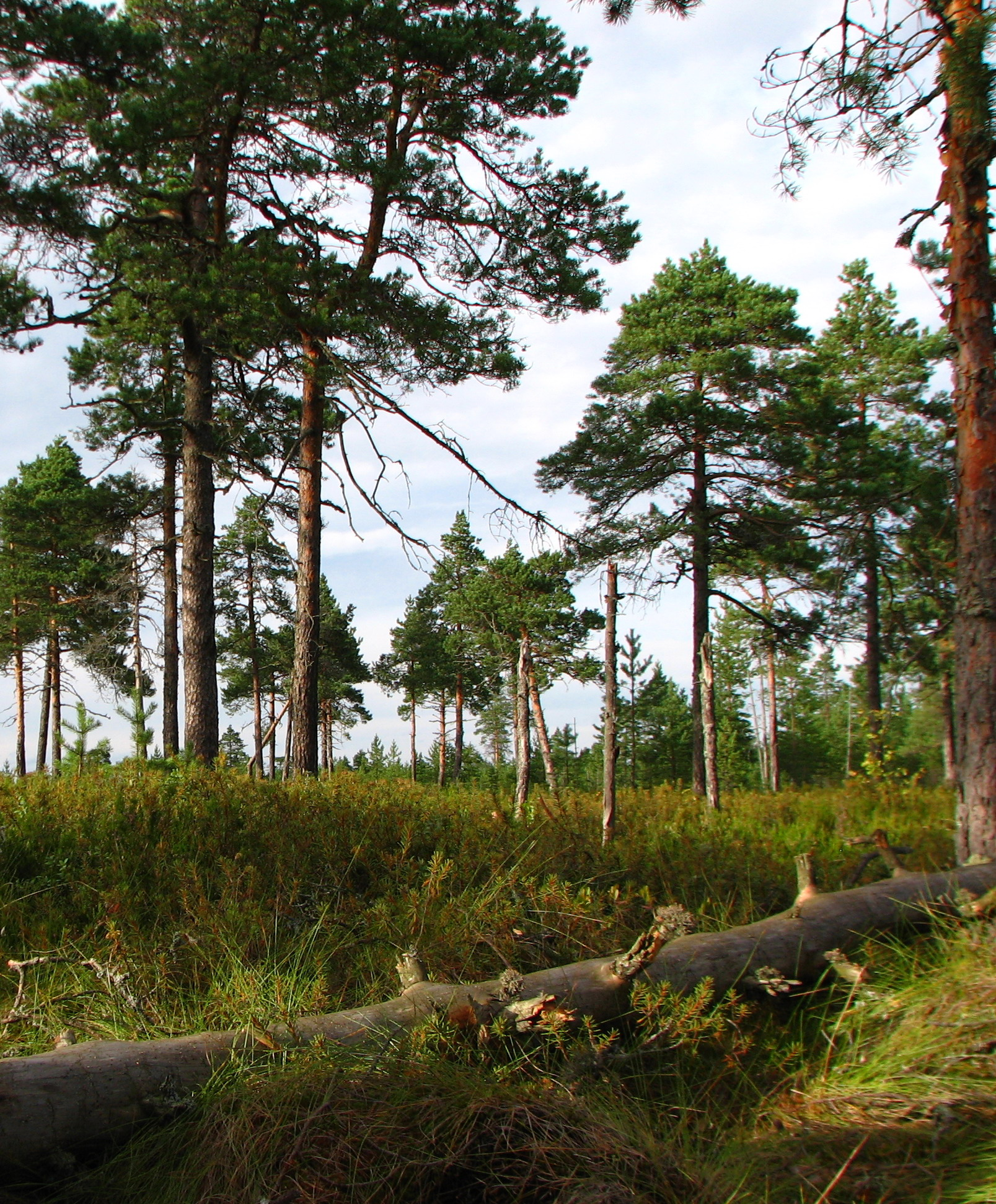
Pantano con bosque de pinos cerca del lago Velye

El zakáznik de Mshínskoye Boloto (en ruso: заказник Мшинское болото) es un zakáznik federal, un área natural protegida en el noroeste de Rusia, en los distritos de Gatchinsky y de Luzhsky, en el óblast de Leningrado, en la cuenca del río Luga. Se creó en 1982 para proteger el ecosistema de pantanos que incluye bosques de pinos y, desde 1994, es sitio Ramsar.

## Geografía
Mshínskoye Boloto se encuentra en la divisoria de agua de los ríos Oredezh y Yashchera, ambos tributarios del río Luga. En el centro del área se encuentran los lagos Vyalye, Strechno (conectado con los otros) y Mochalishche. Toda la zona es un humedal de difícil acceso. Los pantanos ocupan el 40 % del zakáznik, los bosques ocupan el 49 % y el 26% son bosques de coníferas.

## Sitio Ramsar
El sitio Ramsar número 692 (59°03′N 30°13′E) sistema de humedales de Minsk, Minskaya o Mshinskaye, se crea en 1994 con una superficie de 751 km² sobre el zakáznik o reserva natural de Mshinskoye Boloto, que tiene 604 km². Consiste en un gran sistema de turberas compuesto por extensos pantanos, nueve lagos grandes, más de 100 lagos pequeños y numerosos ríos y arroyos en los que crecen la Zizania, conocida como arroz silvestre, juncos y carrizales. La vegetación terrestre se caracteriza por comunidades forestales del tipo taiga del sur. Los bosques nativos fueron cortados en gran parte y reemplazados por abedules, álamos y bosques mixtos. El sitio es importante para la migración, reproducción y muda de poblaciones de varias especies de gansos, cisnes, anatinos y aytinos. El área proporciona un hábitat importante para 33 especies de aves amenazadas regionalmente, entre ellas el águila pescadora, el águila real, la cigüeña blanca, el colimbo ártico, el cisne cantor, el zarapito real, el búho real y el avetoro común. Las actividades humanas incluyen la tala de bosques, la agricultura, la recreación y la recolección de bayas.